# Teorema de Barban-Davenport-Halberstam
En matemàtiques, el teorema de Barban-Davenport-Halberstam és un enunciat sobre la distribució dels nombres primers en una progressió aritmètica. Se sap que en el llarg termini, els nombres primers es distribueixen de manera equitativa a través de progressions possibles amb la mateixa diferència. Els teoremes del tipus Barban-Davenport-Halberstam donen estimacions per al terme d'error, i determinen el grau d'aproximació de les distribucions uniformes.

## Enunciat
Fem que a sigui coprimer a q i
{\displaystyle \vartheta (x;q,a)=\sum _{p\leq x\,;\,p\equiv a{\bmod {q}}}\log p\ }
sigui un recompte ponderat de nombres primers en la progressió aritmètica a mod q. Tenim
{\displaystyle \vartheta (x;q,a)={\frac {x}{\varphi (q)}}+E(x;q,a)\ }
on φ és la funció φ d'Euler, i el terme d'error E és petit en comparació amb x. Prenem una suma de quadrats de termes d'error
{\displaystyle V(x,Q)=\sum _{q\leq Q}\sum _{a{\bmod {q}}}|E(x;q,a)|^{2}\ .}
Llavors tenim
{\displaystyle V(x,Q)=O(Qx\log x)+O(x^{2}(\log x)^{-A})\ }
per a {\displaystyle 1\leq Q\leq x} i tots els positius A, on O és la notació O majúscula de Landau.
Aquesta forma del teorema va ser descoberta per Gallagher. El resultat de Barban només és vàlid per a {\displaystyle Q\leq x(\log x)^{-B}}per a alguns B depenent de A, i el resultat de Davenport-Halberstam és B = A + 5.